# Det var inte jag
Det var inte jag (engelska: I Didn't Do It) är en amerikansk TV-serie på Disney Channel. Programmet hade premiär 17 januari 2014. Huvudrollerna spelas av Olivia Holt och Austin North som spelar tvillingarna Lindy och Logan Watson.

## Rollista
| Rollfigur    | Engelska röster | Svenska röster     |
| ------------ | --------------- | ------------------ |
| Lindy Watson | Olivia Holt     |                    |
| Logan Watson | Austin North    | Sebastian Karlsson |
| Jasmine      | Piper Curda     |                    |
| Garrett      | Peyton Clark    |                    |
| Delia        | Sarah Gilman    |                    |

## Avsnitt
| Säsong | Säsong | Avsnitt | Sändes i USA    | Sändes i USA | Sändes i Sverige                               | Sändes i Sverige |
| Säsong | Säsong | Avsnitt | Premiär         | Finale       | Premiär                                        | Finale           |
| ------ | ------ | ------- | --------------- | ------------ | ---------------------------------------------- | ---------------- |
|        | 1      | TBA     | 17 januari 2014 | TBA          | 11 april 2014 (smygtitt) 23 maj 2014 (premiär) | TBA              |

### Säsong 1
| Avsnitt totalt | Titel                                       | Regisserad av | Skriven av                               | Sändes i USA     | Sändes i Sverige | Produktkod | Tittarsiffror (miljon) |
| -------------- | ------------------------------------------- | ------------- | ---------------------------------------- | ---------------- | ---------------- | ---------- | ---------------------- |
| 1              | "The Pilot / Pilot"                         | Bruce Leddy   | Tod Himmel & Josh Silverstein            | 17 januari 2014  |                  | 101        | 3.9                    |
| 2              | "Fireman Freddy's Spaghetti Station"        | Bruce Leddy   | Tod Himmel                               | 26 januari 2014  |                  | 104        | 2.4                    |
| 3              | "The New Guy"                               | Bruce Leddy   | Rob Lotterstein                          | 9 februari 2014  |                  | 103        | 2.5                    |
| 4              | "Dear High School Self"                     | Bruce Leddy   | Judd Pillot                              | 16 februari 2014 |                  | 102        | 2.9                    |
| 5              | "If It Tastes Like a Brussels Sprout"       | Bruce Leddy   | Alessia Costantini                       | 9 mars 2014      |                  | 106        | N/A                    |
| 6              | "Lindylicious / Lindy-licious"              | Bruce Leddy   | Sarah Jane Cunningham & Suzie V. Freeman | 16 mars 2014     |                  | 105        | N/A                    |
| 7              | "Snow Problem"                              | Bruce Leddy   | Rob Lotterstein                          | 6 april 2014     |                  |            | 2.3                    |
| 8              | "Dance Fever"                               | Bruce Leddy   | Todd Himmel                              | 13 april 2014    |                  |            | N/A                    |
| 9              | "Now Museum, Now You Don't"                 | Bruce Leddy   | Sarah Jane Cunningham & Suzie V. Freeman | 4 maj 2014       |                  |            | N/A                    |
| 10             | "In the Doghouse With the White House"      | Joel Zwick    | Rob Lotterstein                          | 22 juni 2014     |                  |            | 2.7                    |
| 11             | "Phone Challenge"                           | Bryce Leddy   | Josh Silverstein                         | 29 juni 2014     |                  |            | N/A                    |
| 12             | "Twin It to Win It"                         | Bruce Leddy   | Josh Silverstein                         | 13 juli 2014     |                  |            | 2.0                    |
| 13             | "Earth Boys Are Icky / It Came From Canada" |               |                                          | 27 juli 2014     |                  |            | N/A                    |
| 14             | "Lindy Nose Best"                           |               |                                          | 10 augusti 2014  |                  |            | TBA                    |
| 15             | "Ball or Nothing"                           |               |                                          | 24 augusti 2014  |                  |            | TBA                    |

### Säsong 2
En andra säsong offentliggjordes den 3 juli 2014.